# 维克赛姆-维尔绍森
维克赛姆-维尔绍森（法語：Wickersheim-Wilshausen，发音：[vikərsaim.vilsauzən]）是法国下莱茵省的一个市镇，属于萨韦尔讷区和布克斯维莱尔县（Bouxwiller）。该市镇总面积5.45平方公里，2009年时的人口为438人。

## 人口
维克赛姆-维尔绍森人口变化图示